# Puy de Massebœuf
Le puy de Massebœuf est un sommet culminant à 1 395 mètres d'altitude dans les monts du Cantal. Il se situe entre les vallées de l'Alagnon (commune de Laveissière) et de la Cère (commune de Saint-Jacques-des-Blats).

## Géographie
Le puy de Masseboœuf se situe dans la partie orientale du stratovolcan du Cantal.
Du haut de ses 1 395 mètres d'altitude, il domine :
- à l'est : la station du Lioran
- à l'ouest : le col de Font-de-Cère
- au nord-est : le hameau du Lioran et l'entrée des tunnels qui le traversent

## Histoire
Le sommet est étroitement lié aux tunnels du Lioran. En effet, au XIXe siècle, des ouvriers venus de toute l'Europe vont pendant plusieurs années passer d'épouvantables journées de travail dans les entrailles du puy de Massebœuf[non neutre] pour percer le premier tunnel routier de France et le plus long du monde à l'époque. De-là, de nombreux curieux vont arriver au Lioran pour admirer ce qui est considéré par certains voyageurs comme la huitième merveille du monde[réf. nécessaire].
Dans les années qui suivirent, de nouveau, des centaines d'ouvriers arrivèrent au Lioran et percèrent un deuxième tunnel, ferroviaire cette fois, le plus haut de France. Il va contribuer à l'arrivée de nombreux touristes bourgeois venus en villégiature au Lioran.
Le puy de Massebœuf voit, au XXe siècle, l'arrivée du ski au Lioran. Après les premières glisses sur ses flancs au début du siècle, les premières remontées mécaniques sont construites dans la deuxième moitié du siècle.
En 2007, un troisième tunnel est percé. Il remplace le premier tunnel routier devenu trop dangereux pour la circulation importante d'aujourd'hui.

## Accès
- En télésiège : avec le télésiège de la Prairie des Sagnes partant du centre-station ou avec le télésiège de Massebœuf partant de Font d'Alagnon